# Nhô Moraes
Emílio Fingoli, mais conhecido como Nhô Moraes (Matão, 03 de novembro de 1933 — São Paulo, 18 de março de 2002), foi um cantor e humorista brasileiro.

## Carreira
Quando criança gostava de ouvir os grandes sucessos de Torres e Florêncio, Palmeira e Piraci, Tonico e Tinoco e outros. Desde os sete anos já se apresentava em festas na roça.
Em 1953, iniciou a carreira na dupla Moreira e Morais, cantando em circos. Em 1956, desfez a dupla e ingressou no humor caipira. Em 1963, realizou shows em circos, acompanhando diversas duplas sertanejas, entre elas Tonico e Tinoco e Tião Carreiro e Pardinho. Nesse período fez uma série de composições. Em 1969, gravou seu primeiro disco solo em estilo humorístico. Fez parte do filme "Na Estrada da Vida" com Milionário e José Rico. Na televisão, apresentou-se no programa "Som Brasil", dirigido por Lima Duarte, na Rede Globo. Apresentou-se também no "Programa Moacir Franco", no SBT, no "Rincão brasileiro", na Rede Bandeirantes, e no "Viola, Minha Viola", na TV Cultura. Em fins dos anos 1980, passou a trabalhar no SBT no programa "A Praça É Nossa (interpretava um personagem caipira)".

## Morte
Faleceu aos 68 anos de idade uma semana após sofrer um derrame. Seu corpo foi cremado em São Paulo.

## Filmografia

### Cinema
| Ano  | Título             | Papel      |
| ---- | ------------------ | ---------- |
| 1980 | Na Estrada da Vida | Nhô Moraes |

## Discografia
- (1969) Nhô Moraes - Recordando Barnabé

### Músicas
- Coisa nossa
- Esmola Aparecida
- Minha viola